# Daniel Goldberg (Politiker)

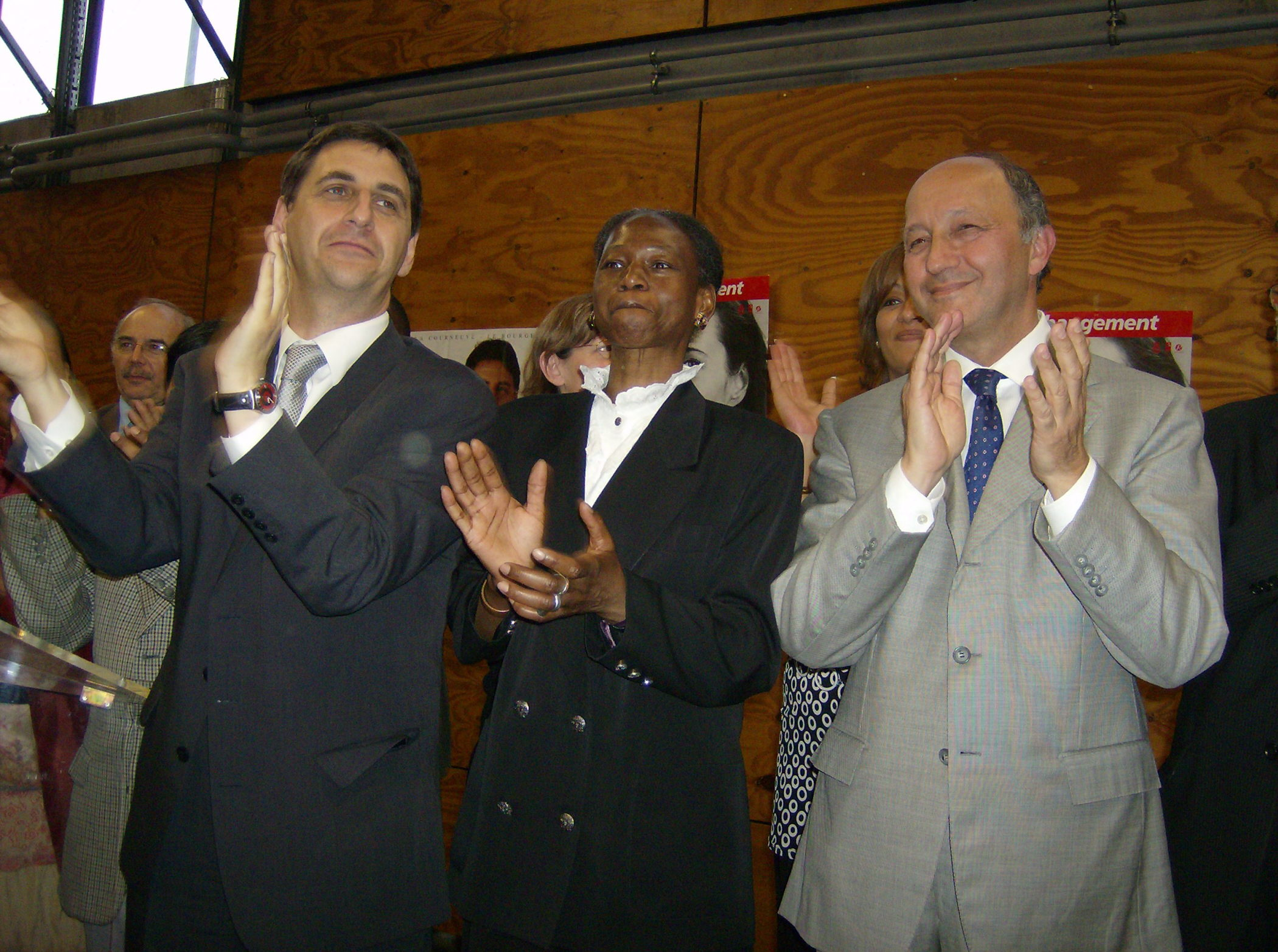
Daniel Goldberg mit Laurent Fabius (2007).

Daniel Goldberg (* 24. August 1965 in Saint-Denis) ist ein französischer Politiker. Er ist Mitglied der Sozialistischen Partei.
Goldberg ist Maître de conférences für Mathematik an der Universität Paris VIII. 
2007 wurde er im 3. Wahlkreis des Départements Seine-Saint-Denis erstmals für die Wahlen zur Nationalversammlung aufgestellt und konnte ein Mandat erringen, von 2012 bis 2017 war er Abgeordneter für den 10. Wahlkreis dieses Départements. Der Versuch einer Wiederwahl im 10. Wahlkreis scheiterte. zu 2008 war er stellvertretender Bürgermeister von La Courneuve und von 2004 bis 2007 Mitglied des Regionalrates der Île-de-France.